# Мельниченко Микола Іванович
Мико́ла Іва́нович Мельниче́нко (нар. 18 жовтня 1966, село Западинка, нині Васильків, Київська область) — екс-майор Управління державної охорони України, відомий аудіо-записами, що спричинили касетний скандал, під час ймовірної спецоперації російської ФСБ, з метою компрометації української влади і як наслідок недопущення вступу України до НАТО. Має рідного брата Сергій Іванович Мельниченко, колишній військовий, одружений, має 2 синів, живе в м.Васильків Київської області

## Біографія
Микола Мельниченко народився 1966 року в селі Западинка Васильківського району Київської області (згодом село стало частиною Василькова). Мати — Валентина Федорівна, родом із-під Смоленська, в молодості працювала на шахті № 1920 в Горлівці. Батько — Іван Олексійович, родом з Київщини, познайомився із дружиною на Донеччині, де працював на шахті «Комсомолець». Після одруження батьки переїхали у Западинку.
Має рідного брата Сергія Івановича Мельниченко, в минулому професійний військовий, зараз одружений, має 2 синів, живе в м. Васильків Київської області.
У 1972 році Микола пішов у Васильківську восьмирічку № 9, а в старші класи ходив у Калинівську школу № 1, за п'ять кілометрів від дому.
У 1984 році пішов на військову службу, яку проходив, зокрема, в 9 управлінні КДБ СРСР, яке здійснювало охорону вищих посадових осіб СРСР.
З третього разу вступив до Київського вищого інженерного радіотехнічного училища ППО (КВІРТУ). Перший раз не вступив через російську мову, другий — вступив, але був одразу ж відрахований через порушення дисципліни — самовільне залишення військової частини. В училищі вже був заступником командира взводу, старшиною курсу.[джерело?]
За результатами навчання у 1992 році Миколу було рекомендовано на службу в СБУ, зарахований в Управління державної охорони України на посаду офіцера охорони в званні лейтенанта. За час кар'єри був офіцером охорони, офіцером безпеки, старшим офіцером безпеки, керівником оперативно-технічного підрозділу відділу охорони Президента України.
Після публікації плівок, які, нібито, містили записи розмов Президента Леоніда Кучми з низкою керівних осіб та політиків, та ескалації Касетного скандалу, мусив зійти з посади. У листопаді 2000 року в званні майора його було звільнено з військової служби. Формально — «за власним бажанням», реально, за словами Мельниченка, він «був змушений рятувати своє життя і свою родину».
У квітні 2001 року отримав політичний притулок у США.
У 2007 році повернувся в Україну (сім'я залишилася в США).[джерело?]
30 травня 2011 року очолив новостворену партію «Українська люстрація».
Заявив у жовтні 2015, що президент Петро Порошенко є «членом банди Кучми».

### Сім'я
Перша дружина — Лілія, з нею має дочку Лесю (1997).
Друга дружина : 8 грудня 2012 одружився з Наталею Розинською., з нею має доньку Анжеліна-Вероніка, яка народилася 19 вересня 2019.
Розлучилися через суд 22 березня 2023 року.